# شام شريف (مسلسل)
شام شريف هو مسلسل درامي تاريخي تشويق وسيرة شعبية، من إنتاج المركز العربي للإنتاج الإعلامي - الأردن، المنتج عدنان العوامله، المنتج التنفيذي طلال العوامله، تأليف أحمد حامد، إخراج أحمد دعيبس، بطولة جمال سليمان، نادين الخوري، خالد تاجا، وآخرون.
يحاكي المسلسل واقعاً كان في لحظة، واستمر للحظة، لكن طريقه طويل... إنه السعي الدؤوب من شعب ما عاش يوماً إلاّ حراً لكي يزيل من مخلفات ذاكرته محطة كان البؤس فيها عنواناً وملأتها وجوه ما التفتت إلا لذواتها .

## قصة العمل
يتناول المسلسل فترة حكم أسعد باشا العظم لدمشق في بداية القرن الثامن عشر في عام (1743) و يستعرض أبرز أحداث تلك الفترة؛ بناء قصر العظم الشهير وخان أسعد باشا على حساب أهالي الشام، واجتياح الجراد للولاية والصراعات بين قبيلة الزوباوات وجيوش الإنكشارية وما جلبت من قتل ودمار لأهل دمشق. كما يكشف لنا المسلسل بعض جوانب حياة الوالي أسعد باشا وتلك العائلة التي حكمت الشام أطول فترة ممكنة، قرابة 15 سنة. وعلى الرغم من تسليط الضوء على الجانب المظلم في تلك الفترة إلا أن العمل يرصد أيضاً الحياة الاقتصادية والاجتماعية والتجارية لبلاد الشام عبر سرد قصص لأشخاص يحاولون النهوض بحياتهم من جديد بحبهم لبعضهم البعض وبحسهم الوطني وانتمائهم لأرضهم ووطنهم، و تم تمثيل مقاطع من المسلسل في بلدة حلبون.

## الممثلين
- جمال سليمان
- فارس الحلو
- نادين الخوري
- عبير شمس الدين
- عارف الطويل
- كاريس بشار
- أندريه سكاف
- عبد المنعم عمايري
- محمد خاوندي